# بيني ليفي
بيني ليفي (بالفرنسية: Benny Lévy)‏ هو فيلسوف وكاتب فرنسي، ولد في 28 أغسطس 1945 في القاهرة في مصر، وتوفي في 15 أكتوبر 2003 في القدس في إسرائيل.